# Sportverdienstmedaille (Luxemburg)
Die Sportverdienstmedaille wurde am 8. Oktober 1945 durch Großherzogin Charlotte von Luxemburg gestiftet und wird für hervorragende und dauernde Verdienste um den Sport, die Leibeserziehung und das Pfadfinderwesen verliehen. Luxemburger Sportler können nur ausgezeichnet werden, wenn sie außergewöhnliche sportliche Leistungen auf internationaler Ebene erbracht haben.
Eine Verleihung an Ausländer ist zulässig, ebenso eine Verleihung posthum.
Die runde Medaille, die in drei Stufen (Gold – vergoldet, Silber und Bronze) zur Verleihung kommt, zeigt zwei Athleten, links einen Mann, recht leicht versetzt eine Frau, mit zugewendeten Köpfen. In der linken Hand trägt der Mann eine Fackel, die Frau einen Lorbeerzweig in der rechten Hand. Umlaufend die Inschrift LUXEMBOURG – MEDAILLE DU MERITE SPORTIF.
Auf der Rückseite sind die fünf olympischen Ringe und darunter das Datum 8. 10. 45 zu sehen.
Getragen wird die Auszeichnung an einen blau, gelb, schwarz, grün und roten Band (olympische Farben) auf der linken Brustseite. Zur Unterscheidung ist bei der II. Stufe (Silber) ein kleiner Stern und bei der I. Stufe (Gold) eine Rosette auf dem Band angebracht.

## Sonstiges
Nach dem Ableben des Inhabers verbleibt die Auszeichnung bei den Erben. Bei Verleihung einer höheren Stufe ist die vorher verliehene Stufe aber rückgabepflichtig.